# КК Левски Софија
КК Левски Софија (буг. БК Левски София) је бугарски кошаркашки клуб из Софије. Основан је 1923. године. У сезони 2017/18. се такмичи у Кошаркашкој лиги Бугарске и Балканској лиги.

## Успеси
- Првенство Бугарске:
  - Првак (19): 1942, 1945, 1946, 1947, 1954, 1956, 1960, 1962, 1978, 1979, 1981, 1982, 1986, 1993, 1994, 2000, 2001, 2014, 2018.
  - Вицепрвак (20): 1943, 1969, 1970, 1971, 1974, 1975, 1977, 1980, 1983, 1984, 1985, 1987, 1988, 1992, 1999, 2003, 2010, 2011, 2012, 2013.

- Куп Бугарске:
  - Победник (16): 1951, 1967, 1968, 1969, 1971, 1972, 1976, 1979, 1982, 1983, 1993, 2001, 2009, 2010, 2014, 2019.

- Балканска лига:
  - Победник (3): 2010, 2014, 2018.
  - Финалиста (2):  2012, 2013.

## Познатији играчи
- Филип Виденов
- Зоран Јовановић
- Марко Мариновић
- Немања Протић
- Лајонел Чалмерс